# Lorraine Dagenais
Lorraine Dagenais, née en 1955 à Sainte-Rose de Laval, est une artiste visuelle ayant pour pratique principale la sculpture, la peinture et le dessin.

## Biographie
Diplômée de l’Université du Québec à Montréal, Lorraine Dagenais obtient en 1978 un baccalauréat en arts plastiques, et en 1988, une maîtrise en arts visuels, elle y dépose une communication de maîtrise intitulée L’Objet de la mémoire et/ou La Mémoire de l’objet.
Ses débuts de carrière sont marqués par la pratique de l'estampe, la sérigraphie en particulier. En 1981, à la galerie Graff, elle présente sa première exposition individuelle, Œuvres récentes. L’ensemble des œuvres sérigraphiées de Lorraine Dagenais font partie de la Collection et du catalogue numérique de la Bibliothèque Nationale du Québec.   
Autour de 1985, elle délaisse l’estampe et entreprend une recherche soutenue en peinture.  Elle expérimente une expression plus contemporaine de la picturalité en décloisonnant la planéité de l'image, en y alliant collage, assemblage et fragmentation, pour enfin tendre vers une approche plus sculpturale de l’œuvre, jusqu’à converger vers l’installation murale,. 

## Expositions
Son travail a été présenté au Québec et à l'étranger depuis 1980,. Elle a participé à plus de quatre-vingts expositions collectives et son travail a été présenté dans une vingtaine d'expositions individuelles à travers le Québec et la France,.

### Expositions notables
- 2020 - Le cycle de la vie, Centre culturel Yvonne L. Bombardier, Valcourt, Québec[7]
- 2019 - La Biennale de Gentilly, (région parisienne), France[8]
- 2012 - Le Jeu de l’illusion, 4e Biennale du dessin, Le jeu de l'illusion: mouvement, espace, temps, Musée des Beaux-Arts de Mont-Saint-Hilaire[9]
- 2009 - Dérives et autres vertiges, Espace F, Matane, Québec[10]
- 2007 - Dérives, Galerie d’art d’Outremont, Montréal, Québec[11]
- 2003 - Parcelles de mémoires, Musée d’art contemporain des Laurentides, Saint-Jérôme, Québec[2]
- 2000 - Les mémoires chroniques, présentés à la Galerie Estampe Plus, Québec et à la Maison de la Culture Pointe-aux-Trembles, Montréal, Québec[12]
- 1997 - Le fantôme t'aime beaucoup, Atelier du Clos Pasteur, Vert St-Denis, France[12]
- 1993 - Des espaces à parcourir, galerie Occurrence, Montréal, Québec[12]
- 1982 - Art et féminisme, Musée d'art contemporain de Montréal, Montréal, Québec[13]

## Collections (sélection)
- Bibliothèque et Archives Canada[12]
- Bibliothèque et Archives nationales du Québec[5],[12]
- Banque d'œuvres d'art du Conseil des arts du Canada[14]
- Musée d'art de Joliette[4]
- Musée du Québec[4]
- Musée national des beaux-arts du Québec[15]
- Collection Loto-Québec[16],[12]
- Pratt & Whitney Canada[12]
- Abitibi Consolidated[12]

## Liens Externes
- Site officiel
- Ressource relative aux beaux-arts :   - MNBAQ
- Notices d'autorité :   - VIAF
  - ISNI
  - LCCN
  - WorldCat